# Blackstar (singolo)
Blackstar (reso graficamente come ★) è un singolo del cantautore britannico David Bowie, il primo estratto dall'album omonimo e pubblicato il 19 novembre 2015.
Blackstar raggiunse la posizione numero 70 in classifica in Francia, la 78 negli Stati Uniti d'America, la 31 in Italia e la 61 nella britannica Official Singles Chart (dove si era fermata alla 129 prima del decesso di Bowie).
Ai Grammy Awards 2017 il brano ha trionfato nelle categorie Miglior canzone rock e Miglior interpretazione rock.

## Composizione
Originariamente la durata della traccia era di oltre undici minuti, ma Bowie e Visconti decisero di accorciarla a 9:57, rendendola comunque il secondo brano più lungo nella carriera di Bowie dopo Station to Station. Ciò venne fatto quando i due scoprirono che iTunes non rendeva disponibili brani della durata superiore ai dieci minuti. Inoltre, Bowie non voleva confondere gli ascoltatori pubblicando due versioni differenti del brano su singolo e album. Blackstar è un brano tipicamente nu-jazz, dotato di un ritmica drum and bass, una melodia tonale basata su due note ispirata ai canti gregoriani e caratteristici cambi di tempo. Nella sezione mediana, la composizione passa da uno stile acid house a un assolo di sassofono a un ritmo blueseggiante.
Il sassofonista Donny McCaslin disse che Bowie gli aveva confessato come i riferimenti alle esecuzioni ed alla "candela solitaria" nel testo della canzone fossero un riferimento all'ISIS, ma un portavoce di Bowie ha smentito il tutto.

## Pubblicazione
Blackstar è stato pubblicato il 19 novembre 2015 in formato download digitale. Oltre ad essere la title track dell'omonimo album, il singolo è stato impiegato come sigla di testa della serie televisiva The Last Panthers.
L'8 gennaio 2017 il singolo è stato reso disponibile anche in formato 12" esclusivamente in Giappone.

## Video musicale
Il videoclip di Blackstar, girato nel settembre 2015 presso uno studio di Brooklyn, è un surreale filmato della durata di dieci minuti diretto da Johan Renck (regista di The Last Panthers). Il video mostra una donna con la coda che scopre il corpo di un astronauta morto e porta il teschio incastonato di gioielli in un'antica città extraterrestre. Lo scheletro dell'astronauta fluttua nello spazio fino a cadere in un buco nero, mentre un gruppo di donne in cerchio esegue un rituale con il teschio posto al centro della città spaziale.
Le riprese del video furono occasione di grande collaborazione tra il regista e Bowie, che fornì consigli ed idee per la realizzazione del filmato. Entrambi vollero lasciare il significato volutamente oscuro, in modo da lasciarlo alla libera interpretazione degli spettatori (per esempio Renck si rifiutò di confermare che l'astronauta morto fosse il celebre "Maggiore Tom" di Space Oddity), offrendo però numerosi indizi riguardo ad esso, menzionando le opere dell'occultista Aleister Crowley come una delle fonti discusse. Fu Bowie a volere che la donna nel video avesse la coda, spiegando solo che "è qualcosa di sessuale". Renck accennò al fatto che Bowie potrebbe aver avuto intenzione di riflettere sulla propria mortalità nel concepire il video, ma disse che l'immagine degli spaventapasseri in croce non era da intendersi come un simbolo messianico. Inoltre, Renck affermò che Bowie interpreta tre distinti personaggi nel video: l'introverso, tormentato, personaggio cieco con dei bottoni al posto degli occhi; l'appariscente imbroglione della sezione mediana; e il prete che regge in mano il libro contraddistinto dalla stella nera in copertina.
La coreografia, soprattutto quella relativa ai tre ballerini nella scena della soffitta, prese spunto da vari media, incluso un cartone animato di Braccio di ferro ideato da Max Fleischer. Renck raccontò: «[Bowie] mi mandò questo vecchio filmato di Braccio di ferro preso da YouTube e disse: "guarda quei tizi". Quando un personaggio non è attivo, quando non fa nulla in questi cartoni, viene creato con due o tre frames in loop continuo che fanno sembrare che se ne stia semplicemente lì fermo, tremolante. Era tipico in quell'epoca dell'animazione e stop-motion, si faceva così per far sembrare viva qualcosa di inerte. Così, se volevamo provare a fare una cosa del genere nella danza, dovevamo farlo in quel modo».

## Tracce
Testi e musiche di David Bowie.
Download digitale, CD promozionale
1. Blackstar – 9:57

12"
- Lato A

1. Blackstar (Album Version) – 9:57

- Lato B

1. Lazarus (Radio Edit) – 4:05
2. I Can't Give Everything Away (Radio Edit) – 4:25

## Formazione
Musicisti
- David Bowie – voce, chitarra acustica, arrangiamento strumenti ad arco
- Donny McCaslin – sassofono, flauto, legni
- Jason Lindner – pianoforte, organo Wurlitzer, tastiera
- Tim Lefebvre – basso
- Mark Guiliana – batteria, percussioni
- Ben Monder – chitarra
- Tony Visconti – strumenti ad arco

Produzione
- David Bowie – produzione, missaggio
- Tony Visconti – produzione, missaggio, ingegneria del suono agli Human Worldwide
- Tom Elmhirst – missaggio finale
- Joe LaPorta – mastering
- Kevin Killen – ingegneria del suono ai The Magic Shop
- Kabir Hermon – assistenza tecnica ai The Magic Shop
- Erin Tonkon – assistenza tecnica agli Human Worldwide
- Joe Visciano – assistenza al missaggio

## Classifiche
| Classifica (2015/16)             | Posizione massima |
| -------------------------------- | ----------------- |
| Austria                          | 69                |
| Belgio (Fiandre)                 | 84                |
| Belgio (Vallonia)                | 37                |
| Canada                           | 53                |
| Francia                          | 45                |
| Germania                         | 97                |
| Irlanda                          | 62                |
| Italia                           | 31                |
| Paesi Bassi                      | 44                |
| Regno Unito                      | 61                |
| Regno Unito (download)           | 60                |
| Scozia                           | 62                |
| Stati Uniti                      | 78                |
| Stati Uniti (rock & alternative) | 13                |
| Svezia                           | 50                |
| Svizzera                         | 20                |
| Ungheria                         | 16                |